# Solota
Solota (russisch Золота), seltener Zolota, was für die türkische Münze als Zweitname gilt, war ein russisches Gewichtsmaß für Gold und Silber.
- 1 Solota = 88 ⅔ As (Holländ.= 0,048 Gramm) ≈ 4,25 Gramm